# Naturschutzgebiet Mündungsgebiet der Ahr

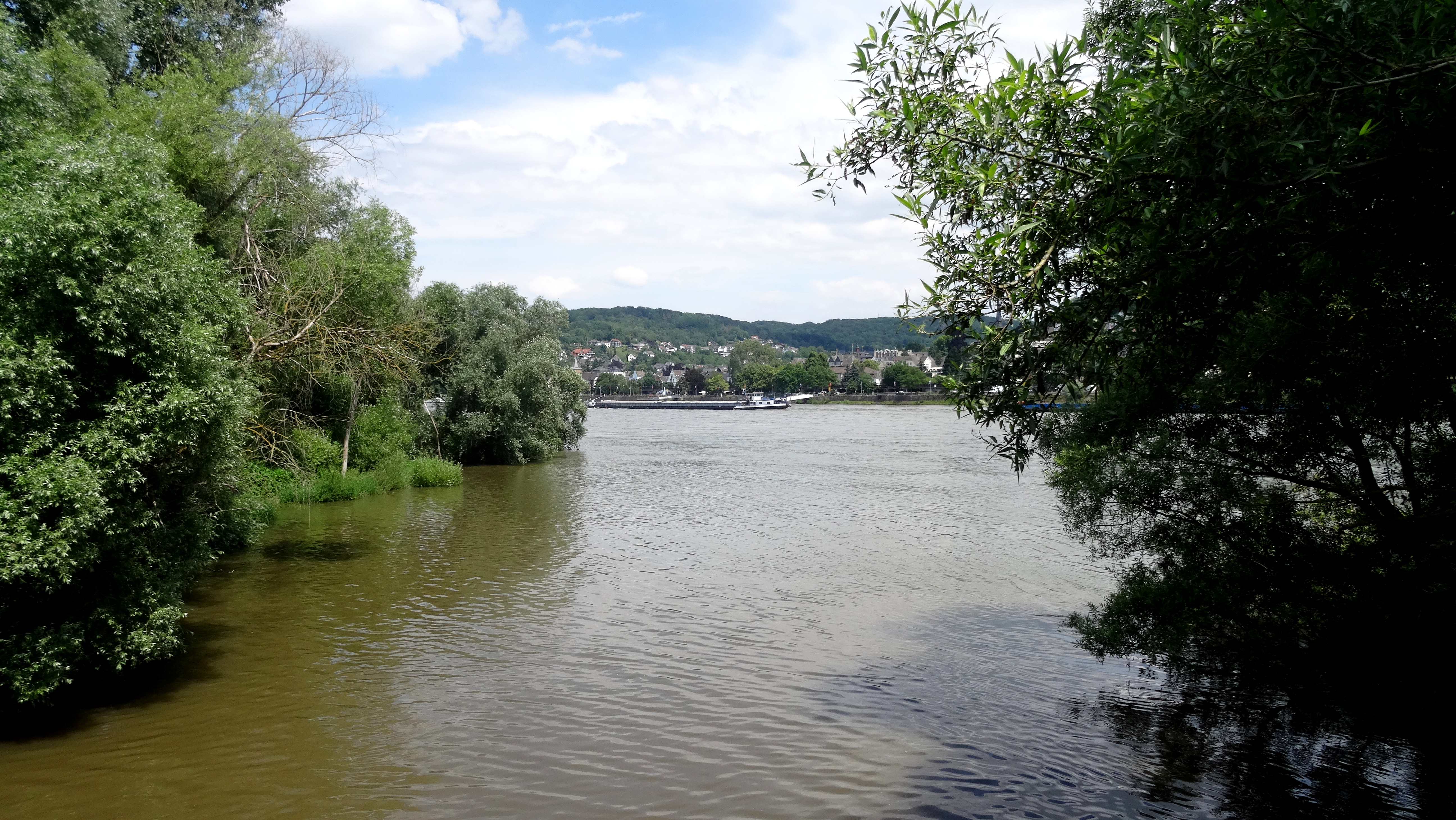
Mündung der Ahr in den Rhein.

Das Naturschutzgebiet Mündungsgebiet der Ahr an der Mündung der Ahr in den Rhein zwischen Bonn und Koblenz gilt als das einzige verbliebene naturbelassene bzw. renaturierte Mündungsgebiet eines Nebenflusses in den Rhein. Es liegt im äußersten Nordosten des Stadtgebietes von Sinzig, nahe der Grenze zur Stadt Remagen.
Schutzzweck für das Naturschutzgebiet ist gemäß § 3 der aktuellen Verordnung vom 23. Juni 1981 „die Erhaltung des natürlichen Mündungsgebietes mit seinen Wasser-, Sand- und Schlammflächen sowie als Lebensraum seltener in ihrem Bestand bedrohter wildwachsender Pflanzen und seltener in ihrem Bestand bedrohter Tier-, insbesondere Vogelarten aus wissenschaftlichen Gründen.“ Mit der Unterschutzstellung sollte das Gebiet, dessen Erscheinungsbild sich durch natürliche Flussdynamik auch heute noch fortwährend wandelt, langfristig gesichert werden. Durch freies, vom Menschen unbeeinflusstes Mäandrieren, ständiges Auf-, Ab- und Umlagern von Schlick-, Sand-, Kies- und Schottermassen sollten die Voraussetzungen für das Überdauern flussauentypischer Pionierbiozönosen geschaffen werden.

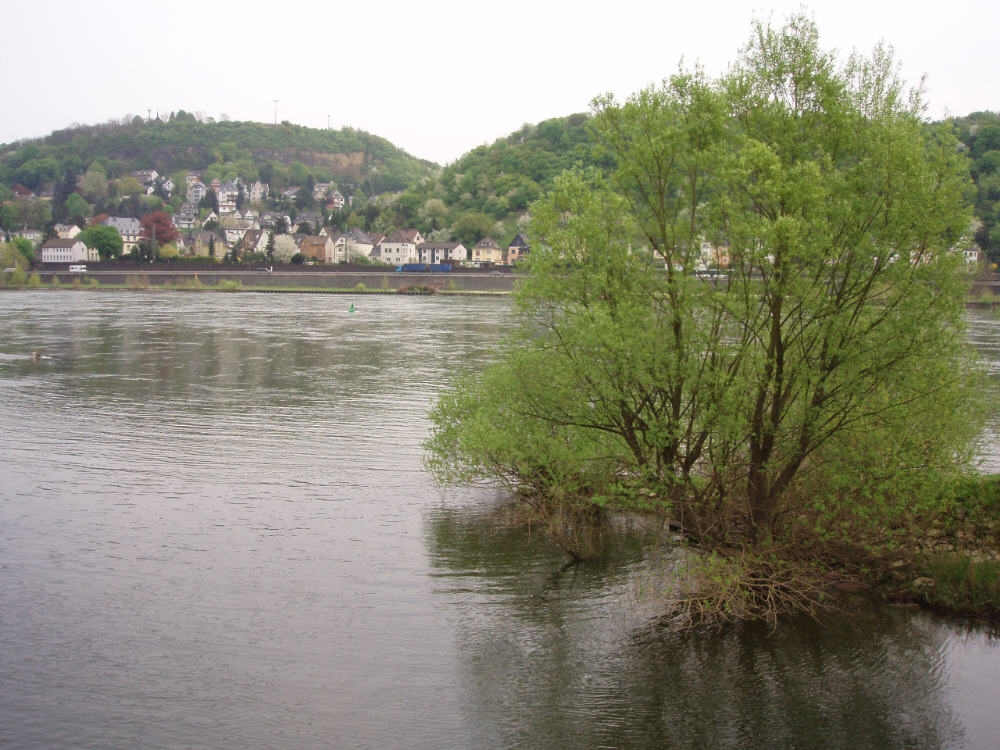
Ahrmündung in den Rhein
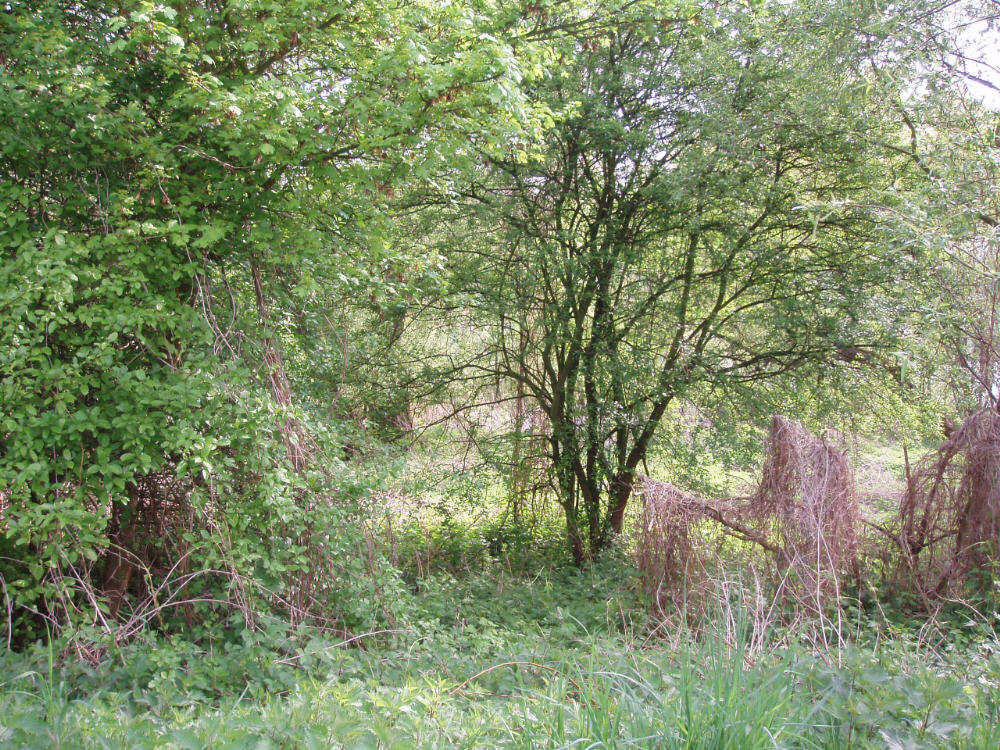
Naturschutzgebiet bei Sinzig
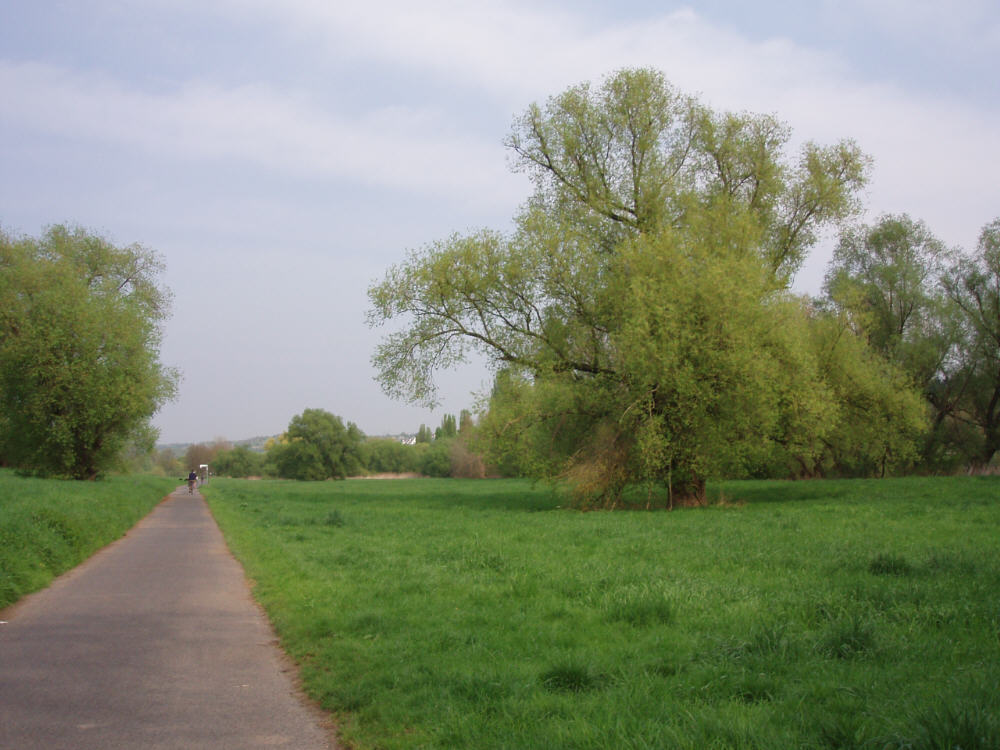
Naturschutzgebiet bei Sinzig
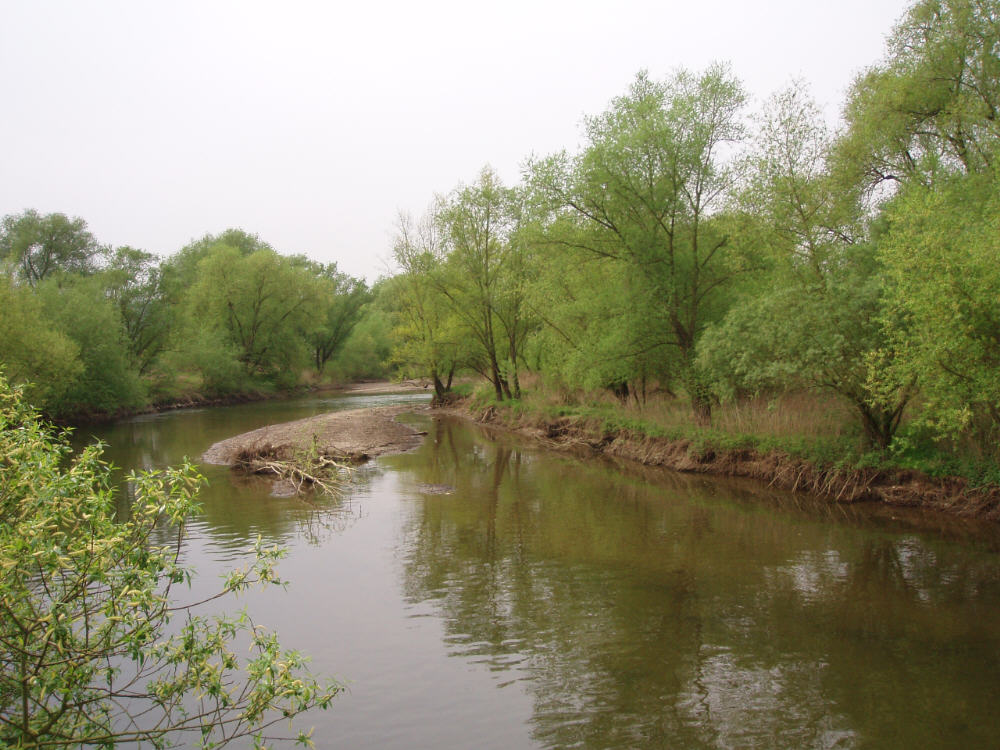
Die Ahr kurz vor der Mündung
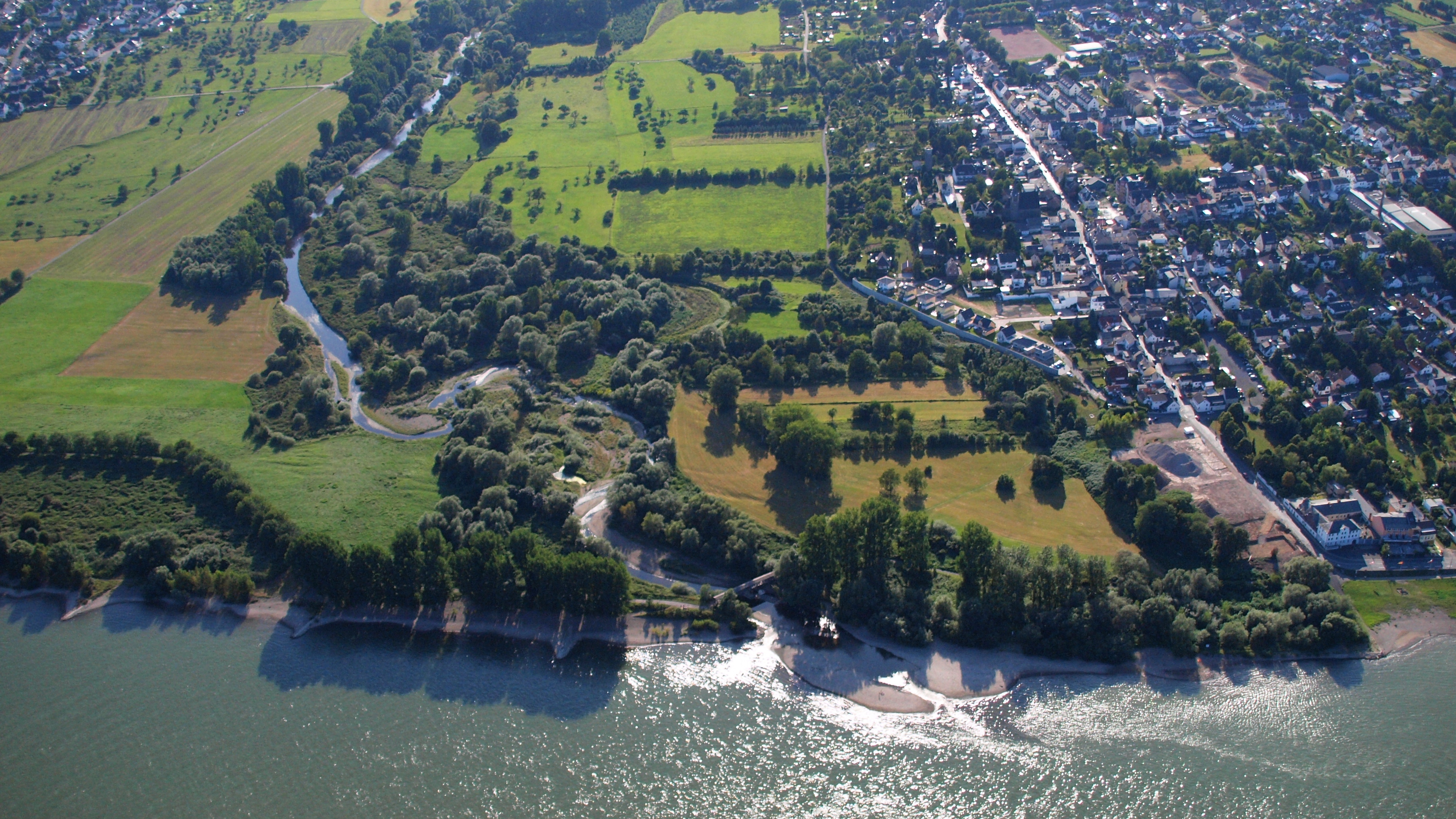
Ahr, Mündung